# نايجل أنتوني
نايجل أنتوني (بالإنجليزية: Nigel Anthony)‏ هو مؤرخ وممثل بريطاني، ولد في 23 ديسمبر 1941.

## وصلات خارجية
- نايجل أنتوني على موقع IMDb (الإنجليزية)
- نايجل أنتوني على موقع ألو سيني (الفرنسية)
- نايجل أنتوني على موقع ميوزك برينز (الإنجليزية)
- نايجل أنتوني على موقع أول موفي (الإنجليزية)
- نايجل أنتوني على موقع قاعدة بيانات الأفلام السويدية (السويدية)
- نايجل أنتوني على موقع قاعدة بيانات الفيلم (الإنجليزية)
- نايجل أنتوني على موقع كينوبويسك (الروسية)